# نیوآرک (حوزه پارلمان بریتانیا)
نیوآرک (انگلیسی: Newark) حوزه انتخابیه‌ای در بریتانیا است. درحال حاضر توسط رابرت جنریک عضو حزب محافظه کار بریتانیا معرفی می‌شود که صندلی را در انتخابات میان دوره‌ای ۵ ژوئن ۲۰۱۴ به دنبال استعفا پاتریک مرسر در آوریل ۲۰۱۴ برنده شد.

## حریم
۱۹۱۸-۱۹۵۰: ناحیه شهرداری نیوآرک و نواحی روستایی بینگهام، نیوآرک و ساوت ول.
۱۹۵۰-۱۹۵۵: ناحیه شهرداری نیوآرک، ناحیه شهری منسفیلد وودهاوس، و مناطق روستایی نیوآرک و ساوتول.
۱۹۵۵-۱۹۸۳: بخش شهرداری نیوآرک و نواحی روستایی نیوآرک و ساوتول.
۱۹۸۳–۲۰۱۰: بخش های منطقه نیوآرک بیکن، بریج، بولپیت پینفولد، قلعه، کانتون، کولینگهام، دوون، الستون، فارندون، مگنوس، میرینگ، میلتون لوفیلد، ماسکام، ساوثول ایست، ساوتول وست، ساتون آن ترنت، ترنت، و وینتورپ، و بخش‌های ناحیه باستلاو شرق مارکهام، شرق رتفورد شرقی، شرق رتفورد شمالی، شرق رتفورد غرب، الکسلی، ترنت و تاکسفورد.
۲۰۱۰–اکنون: بخش‌های ناحیه نیوآرک و شروود در بالدرتون شمالی، بالدرتون وست، بیکن، پل، قلعه، کانتون، کولینگهام و میرینگ، دوون، فارندون، لودهام، مگنوس، ماسکام، ساوثول ایست، ساوتول شمالی، ساوتول وست، ساتون -آن-ترنت، ترنت، و وینتورپ، بخش باستلاو در شرق مارکهام، رامپتون، تاکسفورد، و ترنت، و بخش راشکلیف در بینگهام شرقی، بینگهام غربی، کرانمر، اوک و تورتون.
حوزه انتخابیه بخش‌های بزرگی از ناحیه نیوآرک و شروود را در بر می‌گیرد که شرق ناتینگهام‌شایر را در بر می‌گیرد، به این ترتیب شامل شهرهای نیوآرک-آن-ترنت و ساوتول، و روستاهای کولینگهام و ساتون-آن-ترنت می‌شود. همچنین بخش‌هایی از مناطق باستلاو و راشکلیف از جمله مارکهام مور و بینگهام را پوشش می‌دهد.

### پیشنهاد‌شده
علاوه بر بررسی دوره‌ای ۲۰۲۳ حوزه‌های انتخابیه وست‌مینستر، که توسط فرمان حوزه‌های انتخابیه پارلمانی در سال ۲۰۲۳ تصویب شد، ترکیب حوزه انتخابیه از انتخابات عمومی بعدی، که قرار است تا ژانویه ۲۰۲۵ برگزار شود، (همانطور که در ۱ دسامبر ۲۰۲۰ وجود داشت):
- بخش‌های ناحیه باستلاو: کلی‌وورف; شرق مارکهام; رامپتون؛ استورتون؛ تاکسفورد و ترنت
- بخش‌های ناحیه نیوآرک و شروود: بالدرتون نورث و کدینگتون. بالدرتون جنوبی; فانوس دریایی; پل؛ قلعه؛ کولینگهام; دوون; فارندن اند فروود; مشکام; ساوف‌ول; ساتون-آن-ترنت؛ ترنت
- بخش های راشکلیف: بینگهام شرقی; بینگهام وست؛ کرانمر؛ بریجفورد شرقی؛ توروتون.[۳]

حوزه انتخابیه شاهد تغییرات جزئی مرزی خواهد بود، که در درجه اول به دلیل ترسیم مجدد مرزهای بخش مقامات محلی است.